# Nomada melathoracica
Nomada melathoracica là một loài Hymenoptera trong họ Apidae. Loài này được Imhoff mô tả khoa học năm 1834.